# Sally (povídka)
Sally je sci-fi povídka spisovatele Isaaca Asimova, která vyšla poprvé v roce 1953 v časopise Fantastic. Byla následně zařazena do sbírek Nightfall and Other Stories (1969) a The Complete Robot (1982). Česky vyšla ve sbírkách Sny robotů (1996), Roboti a androidi (1988) a Robohistorie I. (2004).
Tématem povídky jsou inteligencí vybavené automobily s vlastní osobností , které dokážou jednat nezávisle na vůli člověka.

## Postavy
- Jacob Folkers - 60letý vypravěč příběhu
- Raymond J. Gellhorn - prodejce automobilů, který hledí pouze na zisk
- Samson Harridge - bývalý Jacobův šéf, zakladatel farmy
- paní Hesterová
- Jeremiáš - robotický automobil
- Angus - robotický automobil
- Giuseppe - robotický automobil z Milána
- Stephen - robotický automobil
- Matthew - první robotický automobil na farmě
- Sally - inteligentní automobil / robot s pozitronickým motorem

## Děj
Jacob Folkers je správcem farmy s 51 vysloužilými automobily s pozitronickým motorem. Farmu založil pan Samson Harridge, jenž zároveň ustanovil svého řidiče Folkerse dohlížitelem a správcem farmy. Automobily mají vlastní osobnost a dokáží dopravit bez řidiče pasažéry na cílové místo. Komunikují jinak než verbálně, např. zatroubením, zvukem motoru, pohybem dveří atp. Folkers jim na farmě dopřává svobodu, poskytuje jim nejlepší údržbu a prakticky v nich nejezdí. Jeho oblíbeným automobilem je kabriolet Sally.
Jednoho dne navštíví farmu prodejce Raymond J. Gellhorn a udělá Folkersovi nepoctivý návrh - vyměnit z aut drahé pozitronické motory a prodat je. Nabízí mu 50 % ze zisku. Správce odmítne. Gellhorn je však ochoten pro zisk udělat cokoli a za několik dní se vrátí i s doprovodem. Pod pohrůžkou přinutí Folkerse jít s ním do garáží. Inteligentní automobily už pochopily, o co jde, vrhnou se proti vetřelcům a ženou je pryč z farmy. Gellhorn si bere Jacoba jako rukojmí a nasedá s ním do svého A-busu. Automobily z farmy jej stíhají a dorozumívají se s A-busem. Zastaví a když se Gellhorn pokusí Folkerse zastřelit, pustí jej ven. Poté odjíždí s Gellhornem pryč. Sally odváží Folkerse zpět na farmu.
Ráno se objeví ve zprávách, že Raymond J. Gellhorn byl nalezen mrtev v příkopě. Po těle měl otisky pneumatik. A-bus se nenašel. Folkers si uvědomí, že robotické automobily přemýšlí, plánují a dokáží se spolu tajně dorozumívat. Napadne jej, že situace brzy dospěje k bodu, kdy automobily přestanou poslouchat příkazy lidí. Tato myšlenka jej natolik zneklidní, že se začne vyhýbat i Sally.